# Benzodiazepine
Benzodiazepine sind polycyclische organische Verbindungen auf Basis eines bicyclischen Grundkörpers, in dem ein Benzol- mit einem Diazepinring verbunden ist. Benzodiazepine wirken anxiolytisch (angstlösend), sedierend (beruhigend), muskelrelaxierend (muskelentspannend) und hypnotisch (schlaffördernd bis schlaferzwingend). Manche Benzodiazepine weisen zudem antikonvulsive (krampflösende) Eigenschaften auf und werden daher als Antiepileptika verwendet. Aufgrund ihrer zentralnervösen Wirkungen zählt diese Substanzgruppe zu den psychoaktiven Substanzen; einige ihrer Vertreter werden in der Medizin daher als Psychopharmaka eingesetzt. Die Benzodiazepine Diazepam, Lorazepam und Midazolam sind in der Liste der unentbehrlichen Arzneimittel der Weltgesundheitsorganisation aufgeführt. Im Vergleich zu den Barbituraten, die ein ähnliches Anwendungsprofil haben, umfassen Benzodiazepine eine erheblich größere therapeutische Breite, sind kaum als Suizidmittel geeignet und beeinträchtigen nicht den Schlafzyklus, weswegen sie die Barbiturate weitestgehend aus der medizinischen Praxis verdrängt haben.
Alle Benzodiazepine binden an GABA-Rezeptoren, die wichtigsten inhibitorischen Rezeptoren im Zentralnervensystem. Benzodiazepine haben wegen ihrer hohen Effektivität, eines günstigen Nebenwirkungsprofils und des für gewöhnlich schnellen Wirkungseintritts (je nach Applikationsform) sowie nicht zuletzt auch aufgrund ihrer Einwirkung auf den GABA-Haushalt (ähnlich Ethanol und Barbituraten) ein hohes Abhängigkeitspotential. Auch schnelle Toleranzentwicklung wurde häufig berichtet, weswegen eine Langzeittherapie im Normalfall eher vermieden wird.

## Geschichte
Bereits vor den Benzodiazepinen gab es wirksame Schlaf- und Beruhigungsmittel wie etwa Bromide, Sulfonal und Barbiturate; sie waren jedoch mit stärkeren Nebenwirkungen und Risiken verbunden. Aus der Gruppe der Benzodiazepine war Chlordiazepoxid die erste auf den Markt gebrachte Verbindung. Es wurde von Leo Sternbach für das Pharmaunternehmen Hoffmann-La Roche entwickelt und 1960 unter dem Handelsnamen Librium vertrieben. Ihrer pharmakodynamischen Wirkung nach wurden Benzodiazepine in den 1960er Jahren als starke Antikonvulsiva eingestuft.
Im weiteren Verlauf der Forschung sind vor allem Verbindungen mit Lactamstruktur eingeführt worden (R2 = O). So auch das ebenfalls von Leo Sternbach entwickelte Diazepam. Es wurde 1963 unter dem Handelsnamen Valium durch Hoffmann-La Roche auf den Markt gebracht. Bereits 1977 wurde Diazepam in die Liste der unentbehrlichen Arzneimittel der Weltgesundheitsorganisation aufgenommen. In Deutschland war Diazepam noch 2005 das am häufigsten verordnete Benzodiazepin.

## Chemie und Struktur
|              |    |     |     |               |
| R1           | R2 | R7  | R2’ | Name          |
| H            | O  | NO2 | Cl  | Clonazepam    |
| H            | O  | Cl  | Cl  | Delorazepam   |
| CH3          | O  | Cl  | H   | Diazepam      |
| CH3          | O  | NO2 | F   | Flunitrazepam |
| H            | O  | Br  | Cl  | Phenazepam    |
| C2H4N(C2H5)2 | O  | Cl  | F   | Flurazepam    |
| CH3          | H  | Cl  | H   | Medazepam     |
| H            | O  | NO2 | H   | Nitrazepam    |
| C4H7         | O  | Cl  | H   | Prazepam      |
| CH3          | O  | Cl  | Cl  | Diclazepam    |
| H            | O  | Cl  | H   | Nordazepam    |

Alle Benzodiazepine enthalten namensgebend ein System aus zwei miteinander verbundenen ringförmigen Strukturen: Benzol- und Diazepinring sind hier zu einem bicyclischen Ringsystem kondensiert. Dessen größerer siebengliedriger ungesättigter Ring enthält zwei Stickstoffatome und gehört somit zu den heterocyclischen Verbindungen. Gemäß der Hantzsch-Widman-Nomenklatur für heterocyclische Systeme wird solch ein Ring als Diazepin bezeichnet. Im Falle der Benzodiazepine ist an den Diazepinring ein Benzolring anelliert.
Als Arzneistoffe kommen überwiegend Benzo-1,4-diazepine zum Einsatz, die außerdem in 5-Position einen weiteren sechsgliedrigen Ring wie Benzol (siehe obenstehende Strukturformel, in der 2’-Position der Phenylgruppe eventuell ein Halogen als Substituent), Cyclohexen oder Pyridin tragen. Dieser dritte Ring ist bei Clobazam, dem einzig verwendeten Vertreter der Benzo-1,5-diazepine, gebunden an dessen N-Atom in 5-Position.
Den Benzodiazepinen ähnlich aufgebaut sind die Thienodiazepine als Heterocyclen, die einen Diazepin-Ring enthalten, an den jedoch statt eines Benzolrings ein Thiophen-Ring anelliert ist.
Benzodiazepine sind ferner abzugrenzen von den Benzothiazepinen, die als Calciumantagonisten wirken und strukturell gesehen einen Thiazepin-Heterozyklus (mit einem Stickstoff- und einem Schwefelatom) statt dem Diazepin-Heterozyklus enthalten.

1,4-Benzodiazepin-Gerüst
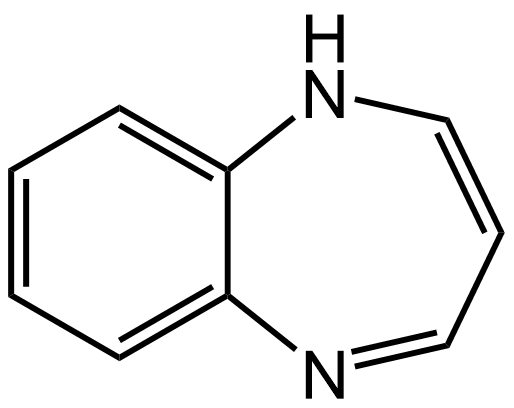
1,5-Benzodiazepin-Gerüst
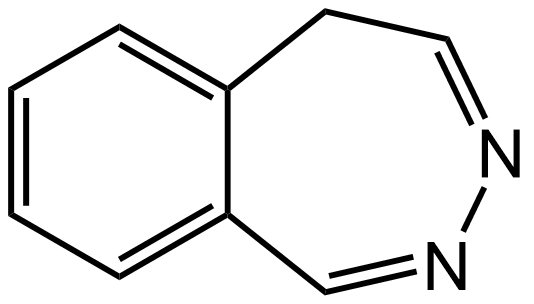
2,3-Benzodiazepin-Gerüst
Thienodiazepin-Gerüst
1,4-Thiazepin-Gerüst

Z-Drugs weisen gewisse strukturelle Ähnlichkeiten auf, haben jedoch keinen Benzodiazepin-Grundkörper. Sie zeigen jedoch ein den Benzodiazepinen ähnliches pharmakologisches Wirkprofil, da sie an die gleichen Rezeptoren binden.

## Pharmakologie

### Wirkungsmechanismus

Schematische Darstellung des GABA_{A}-Rezeptors in Draufsicht. Die fünf Untereinheiten – im hiesigen Beispiel aus α_{1}β_{2}γ_{2} bestehend – sind um eine Achse herum gleichmäßig angeordnet und weisen in ihrer Mitte eine Pore, das Kanallumen, auf. Die Bindungsstelle für Benzodiazepine befindet sich zwischen der alpha- und gamma-Untereinheit.

Benzodiazepine wirken als allosterische Modulatoren am GABAA-Rezeptor, sie komplexieren mit der Benzodiazepin-(BzD)-Bindungsstelle dieses ionotropen Rezeptors. Diese Anbindung ändert die Rezeptorgestalt und führt so zu einer Modulation der Aktivierung des Rezeptors. Die durch klassische Benzodiazepine hervorgerufene positive Modulation erhöht die Affinität des inhibitorisch wirkenden Neurotransmitters GABA an seiner orthosterischen Bindungsstelle. Dadurch nimmt die Öffnungswahrscheinlichkeit des Chlorid-Kanals zu und der Einstrom der Chlorid-Ionen in die Nervenzelle wird verstärkt, was wiederum zu einer geringeren Erregbarkeit der Neuronenmembran führt (durch Hyperpolarisation und Kurzschluss von EPSPs).
Klassische Benzodiazepine binden an GABAA-Rezeptoren mit den alpha-Untereinheiten α1, α2, α3 und α5, keine Affinität haben sie an α4 und α6.
Benzodiazepine unterscheiden sich in ihrer Wirkung von Barbituraten. Dafür sind folgende Mechanismen verantwortlich:
- Benzodiazepine wirken nur zusammen mit GABA und sind allein nicht in der Lage, den GABAA-Rezeptor zu öffnen. Sie werden korrekt als positive, negative oder in seltenen Fällen als stille/neutrale allosterische Modulatoren bezeichnet. Die Ausdrücke Agonist, Antagonist und Invers-Agonist tauchen zwar in der Literatur als Bezeichnung dieser Wirkstoffe auf, sind aber missverständlich und bei reinen Modulatoren zu vermeiden.[10]
- Benzodiazepine wirken an Synapsen, die wenig GABA enthalten, stärker als an solchen, die viel GABA enthalten.
- Schwache Transmitter-Antworten werden mehr verstärkt als starke Transmitter-Antworten. Man spricht von einer aktivitätsabhängigen Wirkung (engl.: use dependence). Dieser Effekt könnte auch verantwortlich sein für eine relativ spezifische Wirkung der Benzodiazepine (anxiolytisch, antikonvulsiv, zentral muskelrelaxierend, sedativ/hypnotisch, amnestisch s. u.), trotz der ubiquitären Verteilung der GABA-Rezeptoren im Gehirn und Rückenmark.

Auch hohe Dosen von Benzodiazepinen verstärken die Maximalwirkung (die theoretisch auch durch GABA allein erreicht werden könnte) nicht. Sie setzen lediglich die GABA-Dosis herab, die zu einer Maximalwirkung führt. Pharmakologisch ausgedrückt führen sie zu einer Linksverschiebung der Dosis-Wirkungs-Kurve.

### Wirkungen
Benzodiazepine wirken
- anxiolytisch (angstlösend)
- antikonvulsiv (krampflösend)
- muskelrelaxierend (muskelentspannend)
- sedativ (beruhigend)
- hypnotisch (schlaffördernd oder erzwingend)
- amnestisch (Erinnerung für die Zeit der Wirkdauer fehlt)
- stimmungsaufhellend bis euphorisierend (je nach Dosierung und Einnahmeintervall, kann durch eine depressive Grunderkrankung möglicherweise verstärkt werden)[16]

Das Benzodiazepin Diazepam wirkt im Tierversuch bei Injektion ins Rückenmark analgetisch (schmerzstillend), insbesondere bei neuropathischen Schmerzen. Es wird vermutet, dass die Wirkungen am GABA-Rezeptor für diesen Effekt verantwortlich sind.
Benzodiazepine finden in der Psychiatrie Anwendung bei der Behandlung von Angst- und Unruhezuständen, als Notfallmedikation bei epileptischen Krampfanfällen und als Ein- und Durchschlafmittel. Ferner werden sie als Prämedikation vor Operationen und medizinischen Untersuchungen (wie Endoskopien) verordnet, damit der Patient möglichst entspannt und angstfrei ist. Auch werden Benzodiazepine, unter anderem aufgrund ihrer relativ geringen Auswirkungen auf das kardiovaskuläre System, bei der Narkoseeinleitung und zur Ergänzung während von mit anderen Narkotika durchgeführten Operationen eingesetzt.
Während im Tierversuch bereits nach einer Woche kontinuierlicher Gabe der Höchstdosis ein Entzugssyndrom ausgelöst werden kann, ist dies beim Menschen in therapeutischen Dosierungen wohl erst nach mindestens 8 Wochen Expositionsdauer möglich. In der Regel wird empfohlen, eine Einnahmedauer von 4 Wochen nicht zu überschreiten, um die Gefahr einer Abhängigkeitsentwicklung zu minimieren. Zusammenfassend muss die Indikation zur Verordnung von Benzodiazepinen somit kritisch gestellt werden und die Anwendung so kurz wie möglich und die Dosis so gering wie möglich gehalten werden. Bei einer Dauerbehandlung sind die Gefahren gegen den therapeutischen Nutzen sorgfältig abzuwägen. Die meisten Benzodiazepine sind grundsätzlich nicht zur Dauerbehandlung zugelassen. Ausnahmen bilden die antiepileptisch wirksamen Benzodiazepine, die bei entsprechender Indikationsstellung nicht selten lebenslang eingenommen werden müssen.
Benzodiazepinpräparate sind dosisabhängig und je nach Substanz unterschiedlich stark atemdepressiv, d. h., sie dämpfen das Atemzentrum. Lebensbedrohliche Intoxikationen sind bei alleiniger BZD-Einnahme selten, allerdings potenziert sich das Risiko bei gleichzeitigem Alkoholkonsum oder bei gleichzeitiger Gabe anderer ZNS-wirksamer Präparate, hier besonders zu erwähnen die Opioide, da diese selbst stark atemdepressiv wirken. Außerdem wird bei gleichzeitiger Einnahme von Opioiden und Benzodiazepinen deren sedierende Wirkung gegenseitig verstärkt. Zwischen Benzodiazepinen und Alkohol besteht zudem eine sogenannte Kreuztoleranz. Benzodiazepine beeinträchtigen die Reaktionszeit. Zumindest während der ersten Tage einer Einnahme von benzodiazepinhaltigen Arzneimitteln besteht Fahruntüchtigkeit. Im Verlaufe einer fortgesetzten Therapie entscheidet der behandelnde Arzt von Fall zu Fall, ob das Führen eines Kraftfahrzeuges oder das Bedienen gefährlicher Maschinen wieder möglich ist.
Benzodiazepine gelten weltweit als die Medikamente mit der höchsten Missbrauchsrate.
Es gibt klare Hinweise für Risiken des menschlichen Fötus in Verbindung mit Benzodiazepin-Verabreichung während der Schwangerschaft. Im Tierversuch gab es zudem Hinweise auf Verhaltensstörungen der Nachkommen, wenn den Muttertieren während der Trächtigkeit Benzodiazepine verabreicht wurden.

### Kontraindikationen
Kontraindikationen bei der Anwendung von Benzodiazepinen:
- Myasthenia gravis
- Ataxie, Engwinkelglaukom
- Bekannte Alkohol-, Drogen- oder Medikamentenabhängigkeit – auch in der Vorgeschichte
- Allergie gegen Benzodiazepine
- Schlafapnoe-Syndrom

### Gegenmittel
Flumazenil, ein reversibler kompetitiver Antagonist, hebt nach intravenöser Gabe vorübergehend die Wirkung von Benzodiazepinen auf (HWZ etwa 45 min).
Im Behandlungsverlauf einer akuten Überdosierung ist unbedingt auf die etwaige Notwendigkeit einer fortgesetzten Gabe weiterer Flumazenil-Dosen zu achten, da dessen HWZ mit etwa 45 min wesentlich kürzer ist als jene der allermeisten Benzodiazepine (HWZ etwa 60 min bis 120 h).

## Einzelstoffe
Die Namen von Benzodiazepinwirkstoffen enden, von wenigen Ausnahmen wie Clorazepat abgesehen, oft auf -azepam, bzw. -zolam. Eine Übersicht über pharmakologische Daten der Benzodiazepine und Vermarktungsangaben bietet die folgende Tabelle.
| Wirkstoff       | Handelsname(n) | Wirkungstyp                                                             | Chemische Bezeichnung                                                                                                | Plasmahalbwertszeit (Metaboliten-HWZ)                                              | Äquivalenz- dosis zu 10 mg Diazepam | Markt- einführung |
| --------------- | --- | ----------------------------------------------------------------------- | --- | ---------------------------------------------------------------------------------- | ----------------------------------- | ----------------- |
| Adinazolam      | Deracyn (FR) | Tranquilizer, Anxiolytikum                                              | 8-Chlor-1-(dimethylaminomethyl)-6-phenyl-4H-[1,2,4]triazolo[4,3-a][1,4]benzodiazepin                                 | 1,5–3 h                                                                            |                                     | 1976              |
| Alprazolam      | Tafil (D), Xanax (CH, USA, GR, CZ), Xanor (A) diverse Generika (D, A)                                                                                       | Tranquilizer, Anxiolytikum                                              | 8-Chlor-1-methyl-6-phenyl- 4H-[1,2,4]-triazolo[4,3-a][1,4]benzodiazepin                                              | 12–15 h                                                                            | 1,5 mg                              | 1984              |
| Bromazepam      | Bromazanil (D), Gityl (D), Lexostad (D), Lexotanil (D, A, CH), Normoc (D), diverse Generika (D, A)                                                          | Tranquilizer, Anxiolytikum                                              | 7-Brom-2,3-dihydro-5-(2-pyridyl)- 1H-1,4-benzodiazepin-2-on                                                          | 15–28 h                                                                            | 6 mg                                | 1977              |
| Camazepam       | Albego (CH, ES, IT) | Anxiolytikum, Hypnotikum                                                | 7-Chlor-1-methyl-2-oxo-5-phenyl-2,3-dihydro-1H-1,4-benzodiazepin-3-yl N,N-dimethylcarbamat                           | 6–11 h                                                                             | 10–20 mg                            | 1978              |
| Chlordiazepoxid | Librax (CH), Librocol (CH), Limbitrol (A, CH) | Tranquilizer                                                            | 7-Chlor-2-methylamino-5-phenyl- 3H-1,4-benzodiazepin-4-oxid                                                          | 5–30 h (48–96 h)                                                                   | 20 mg                               | 1960              |
| Cinolazepam     | Gerodorm (BG, CZ, HU, SK, RO) | Hypnotikum                                                              | 7-Chlor-5-(2-fluorphenyl)-2,3-dihydro-3-hydroxy-2-oxo-1H-1,4-benzodiazepin-1-propionitril                            | 4–6 h                                                                              | 40 mg                               | 1992              |
| Clobazam        | Frisium (D, A), Urbadan (NL), Urbanyl (CH), Noiafren (ES), Castilium (PT)                                                                                   | Tranquilizer, Anxiolytikum, Antiepileptikum                             | 7-Chlor-1-methyl-5-phenyl- 1H-1,5-benzodiazepin-2,4(3H,5H)-dion                                                      | 18 h (36–80–120 h)                                                                 | 20 mg                               | 1977              |
| Clonazepam      | Rivotril (D, CH), Antelepsin (D) | Antiepileptikum                                                         | 5-(2-Chlorphenyl)-2,3-dihydro-7-nitro- 1H-1,4-benzodiazepin-2-on                                                     | 30–40 h                                                                            | 2 mg                                | 1976              |
| Clonazolam      | | Antiepileptikum                                                         | 6-(2-Chlorphenyl)-1-methyl-8-nitro-4H-s-triazolo[4,3-a]-1,4-benzodiazepin                                            | 16 h                                                                               | 0,5 mg                              |                   |
| Clorazepat      | Tranxene (internationaler Handelsname), Tranxilium (D, A, CH)                                                                                               | Tranquilizer                                                            | 7-Chlor-2,3-dihydro-2,2-dihydroxy-5-phenyl- 1H-1,4-benzodiazepin-3-carbonsäure                                       | 2 h [ca. 30–90 h für den aktiven Metaboliten Nordazepam (N-Desmethyldiazepam)]     | 20 mg                               | 1969              |
| Cloxazolam      | Olcadil (D, A, CH), Akton (BE, LU), Cloxam (PT), Elum (BE), Lubalix (CH), Sepazon (HK, JP)                                                                  | Tranquilizer                                                            | 10-Chlor-11b-(2-chlorphenyl)-2,3,7,11b-tetrahydro[1,3]oxazolo[3,2-d][1,4]benzodiazepin-6-on                          | (55–75 h)                                                                          | 4 mg                                |                   |
| Delorazepam     | Dadumir (IT), EN (IT), diverse Generika (IT) | Anxiolytikum, Prämedikation                                             | 7-Chlor-5-(2-chlorphenyl)-1,3-dihydro-1,4-benzodiazepin-2(2H)-on                                                     | 80–115 h                                                                           | 1 mg                                | 1977              |
| Diazepam        | Diazep-CT (D), Faustan (D), Gewacalm (A), Paceum (CH), Psychopax (A, CH), Stesolid (D, A, CH), Valiquid (D), Valium (D, A, CH, L), diverse Generika (D, CH) | Tranquilizer, Antiepileptikum, Anxiolytikum                             | 7-Chlor-2,3-dihydro-1-methyl-5-phenyl- 1H-1,4-benzodiazepin-2-on                                                     | 24–48 h [ca. 30–90 h für den aktiven Metaboliten Nordazepam (N-Desmethyldiazepam)] | 10 mg                               | 1963              |
| Diclazepam      | | Tranquilizer, Anxiolytikum, Muskelrelaxans                              | 7-Chlor-1-methyl-5-phenyl-1,3-dihydro-1,4-benzodiazepin-2-on                                                         | 42 h                                                                               | 1 mg                                |                   |
| Doxefazepam     | Doxans (IT) | Hypnotikum                                                              | 7-Chlor-5-(2-fluorphenyl)-3-hydroxy-1-(2-hydroxyethyl)-2,3-dihydro-1H-1,4-benzodiazepin-2-on                         | 3–4 h                                                                              |                                     | 1984              |
| Estazolam       | Domnamid (DK), Eszo (TW), Esilgan (IT) Eurodin (JP), Nuctalon (FR), ProSom (USA), Sedarest (PE)                                                             | Hypnotikum                                                              | 8-Chlor-6-phenyl-4H-s-triazolo-[4,3a][1,4]benzodiazepin                                                              | 10–24 h                                                                            | 1–2 mg                              | 1975              |
| Flualprazolam   | |                                                                         | 6-(2-Fluorphenyl)-1-methyl-8-chlor-4H-[1,2,4]triazolo[4,3-a][1,4]benzodiazepin                                       | 20 h                                                                               | 0,25 mg                             |                   |
| Flubromazepam   | | Hypnotikum, Anxiolytikum, Tranquilizer, Muskelrelaxans, Antiepileptikum | 7-Brom-5-(2-fluorphenyl)-1,3-dihydro-1,4-benzodiazepin-2-on                                                          | 106 h                                                                              | 4 mg                                |                   |
| Flubromazolam   | |                                                                         | 8-Brom-6-(2-fluorphenyl)-1-methyl-4H-[1,2,4]triazolo[4,3-a][1,4]benzodiazepin                                        | 20 h                                                                               | 0,25 mg                             |                   |
| Fludiazepam     | Erispan (JP, TW) | Tranquilizer, Hypnotikum                                                | 7-Chlor-5-(2-fluorphenyl)-1-methyl-1,3-dihydro-2H-1,4-benzodiazepin-2-on                                             | 10–30 h                                                                            | 1 mg                                |                   |
| Flunitrazepam   | Rohypnol (D, A, CH) | Hypnotikum                                                              | 5-(2-Fluorphenyl)-2,3-dihydro-1-methyl-7-nitro- 1H-1,4-benzodiazepin-2-on                                            | 16–35 h                                                                            | 0,75 mg                             | 1975              |
| Flunitrazolam   | |                                                                         | 6-(2-Fluorphenyl)-1-methyl-8-nitro-4H-benzo[f][1,2,4]triazolo[4,3-a][1,4]diazepin                                    |                                                                                    | 0,5 mg                              |                   |
| Flurazepam      | Dalmadorm (D, CH), Staurodorm (D) | Hypnotikum                                                              | 7-Chlor-1-(2-diethylaminoethyl)-5-(2-fluorphenyl)-2,3-dihydro- 1H-1,4-benzodiazepin-2-on                             | 1,5 h [ca. 30–90 h für den aktiven Metaboliten Nordazepam (N-Desmethyldiazepam)]   | 30 mg                               | 1974              |
| Flutazolam      | Coreminal (JP) | Tranquilizer                                                            | 10-Chloro-11b-(2-fluorophenyl)-7-(2-hydroxyethyl)-3,5-dihydro-2H-[1,3]oxazolo[3,2-d][1,4]benzodiazepin-6-one         | 3–4 h                                                                              | 30 mg                               |                   |
| Flutoprazepam   | Restas (JP) | Tranquilizer                                                            | 7-Chlor-1-(cyclopropylmethyl)-5-(2-fluorphenyl)-3H-1,4-benzodiazepin-2-on                                            | (60–90 h)                                                                          | 3–4 mg                              |                   |
| Halazepam       | Alapryl (ES), Pacinone (BE, NL), Paxipam (IT, USA) | Tranquilizer                                                            | 7-Chlor-2,3-dihydro-5-phenyl-1-(2,2,2-trifluorethyl)-1H-1,4-benzodiazepin-2-on                                       | (30–100 h)                                                                         | 20 mg                               | 1981              |
| Loprazolam      | Sonin (D) | Tranquilizer                                                            | 6-(2-Chlorphenyl)-2,4-dihydro-2-[(4-methyl-1-piperazinyl)methylen]-8-nitro- 1H-imidazo[1,2-a][1,4]benzodiazepin-1-on | 8–9 h                                                                              | 1–1,5 mg                            | 1987              |
| Lorazepam       | Ativan (USA, GB), Merlit (A), Tavor (D), Temesta (CH, A, L, B), Tolid (D), diverse Generika                                                                 | Anxiolytikum, Tranquilizer, Antikonvulsivum, Antiepileptikum            | (RS)-7-Chlor-5-(2-chlorphenyl)-2,3-dihydro-3-hydroxy- 1H-1,4-benzodiazepin-2-on                                      | 12,9–16,2 h                                                                        | 2 mg                                | 1963              |
| Lormetazepam    | Ergocalm (D), Loramet (CH), Loretam (D), Noctamid (A, D, CH), Sedalam (D), diverse Generika (D)                                                             | Hypnotikum                                                              | (RS)-7-Chlor-5-(2-chlorphenyl)-2,3-dihydro-3-hydroxy-1-methyl- 1H-1,4-benzodiazepin-2-on                             | 10–14 h                                                                            | 1,5 mg                              | 1980              |
| Ketazolam       | Unakalm, Ansieten, Anxon, Loftran, Anseren | Tranquilizer, Antiepileptikum, Anxiolytikum                             | 11-Chlor-8,12b-dihydro-2,8-dimethyl-12b-phenyl-4H-[1,3]oxazino[3,2-d][1,4]benzodiazepin-4,7(6H)-dion                 | 50 h (36–200 h, Nordazepam)                                                        | 15–20 mg                            |                   |
| Meclonazepam    | |                                                                         | (3S)-5-(2-Chlorphenyl)-3-methyl-7-nitro-1,3-dihydro-2H-1,4-benzodiazepin-2-on                                        |                                                                                    | 1 mg                                |                   |
| Medazepam       | Rudotel (D), Nobrium (D) | Tranquilizer                                                            | 7-Chlor-2,3-dihydro-1-methyl-5-phenyl- 1H-1,4-benzodiazepin                                                          | 2–5 h [ca. 30–90 h für den aktiven Metaboliten Nordazepam (N-Desmethyldiazepam)]   | 20 mg                               | 1968              |
| Metaclazepam    | Talis (DE, A) | Anxiolytikum                                                            | 7-Brom-5-(2-chlorphenyl)-2-methoxymethyl-1-methyl-2,3-dihydro-1H-1,4-benzodiazepin                                   | 16 h                                                                               | 10 mg                               | 1988              |
| Mexazolam       | Melex (JP), Sedoxil (PT) | Anxiolytikum                                                            | 10-Chlor-11b-(2-chlorphenyl)-3-methyl-2,3,7,11b-tetrahydrooxazolo[3,2-d][1,4]benzodiazepin-6-on                      | (74 h)                                                                             | 10 mg                               |                   |
| Midazolam       | Buccolam (D, CH), Dormicum (D, CH), diverse Generika (CH)                                                                                                   | Kurzhypnotikum                                                          | 8-Chlor-6-(2-fluorphenyl)-1-methyl- 4H-imidazo[1,5-a][1,4]benzodiazepin                                              | 1,5–2,5 h                                                                          | 7,5 mg oral (1 mg i. v.)            | 1985              |
| Nifoxipam       | |                                                                         | 5-(2-Fluorphenyl)-3-hydroxy-7-nitro-1,3-dihydro-2H-1,4-benzodiazepin-2-on                                            |                                                                                    |                                     |                   |
| Nimetazepam     | Erimin (JP) | Hypnotikum                                                              | 2,3-Dihydro-7-nitro-5-phenyl-1-methyl- 1H-1,4-benzodiazepin-2-on                                                     | 18–30 h                                                                            | 5 mg                                |                   |
| Nitrazepam      | Dormo-Puren (D), Imeson (D), Mogadan (D), Mogadon (A, CH), Novanox (D), Radedorm (D)                                                                        | Hypnotikum, Antiepileptikum                                             | 2,3-Dihydro-7-nitro-5-phenyl- 1H-1,4-benzodiazepin-2-on                                                              | 18–30 h                                                                            | 5 mg                                | 1965              |
| Nordazepam      | | Tranquilizer                                                            | 7-Chlor-2,3-dihydro-5-phenyl- 1H-1,4-benzodiazepin-2-on                                                              | 50–90 h (8 h)                                                                      | 20 mg                               |                   |
| Oxazepam        | Adumbran (D, A), Anxiolit (A, CH), Durazepam (D), Praxiten (D, A), Seresta (CH), diverse Generika (D)                                                       | Tranquilizer                                                            | (RS)-7-Chlor-2,3-dihydro-3-hydroxy-5-phenyl- 1H-1,4-benzodiazepin-2-on                                               | 5–15 h                                                                             | 30 mg                               | 1965              |
| Oxazolam        | Sera (TH), Serebon (HK), Serenal (JP) | Tranquilizer                                                            | (2RS,11bSR)-10-Chlor-2-methyl-11b-phenyl-2,3,7,11b-tetrahydro[1,3]oxazolo[3,2-d][1,4]benzodiazepin-6(5H)-on          | 1,5 h [ca. 30–90 h für den aktiven Metaboliten Nordazepam (N-Desmethyldiazepam)]   | 40 mg                               |                   |
| Phenazepam      | Phenazepam (RU), Fenazepam (GE), Fenazepams (LT), Phenzepin (GE)                                                                                            | Tranquilizer                                                            | 7-Brom-5-(2-chlorphenyl)-1,3-dihydro-1,4-benzodiazepin-2-on                                                          | (60 h)                                                                             | 1 mg                                |                   |
| Pinazepam       | Domar (IT), Duna (ES, IT) | Anxiolytikum                                                            | 7-Chlor-5-phenyl-1-(prop-2-in-1-yl)-1,3-dihydro-2H-1,4-benzodiazepin-2-on                                            | 10–15 h [ca. 30–90 h für den aktiven Metaboliten Nordazepam (N-Desmethyldiazepam)] | 20 mg                               | 1975              |
| Prazepam        | Demetrin (CH) | Tranquilizer                                                            | 7-Chlor-1-(cyclopropylmethyl)-2,3-dihydro-5-phenyl- 1H-1,4-benzodiazepin-2-on                                        | 1,5 h [ca. 30–90 h für den aktiven Metaboliten Nordazepam (N-Desmethyldiazepam)]   | 20 mg                               | 1973              |
| Pyrazolam       | | Anxiolytikum                                                            | 8-Brom-1-methyl-6-(pyridin-2-yl)-4H-[1,2,4]triazolo[4,3-a][1,4]benzodiazepin                                         | 16–18 h                                                                            | 1 mg                                |                   |
| Quazepam        | Doral (US, JP), Quiedorm (ES) | Hypnotikum                                                              | 7-Chlor-5-(2-fluorphenyl)-2,3-dihydro-1-(2,2,2-trifluorethyl)-1H-1,4-benzodiazepin-2-thion                           | (25–41 h)                                                                          | 20 mg                               | 1985              |
| Temazepam       | Normison (CH), Planum (D), Remestan (D), diverse Generika                                                                                                   | Hypnotikum                                                              | (RS)-7-Chlor-3-hydroxy-1-methyl-5-phenyl- 1H-1,4-benzodiazepin-2(3H)-on                                              | 5–13 h                                                                             | 20 mg                               | 1969              |
| Tetrazepam      | ehemals Musaril (D), Myolastan (A) | Myotonolytikum (Muskelrelaxans)                                         | 7-Chlor-5-(1-cyclohexenyl)-1-methyl- 1H-1,4-benzodiazepin-2(3H)-on                                                   | 18 h                                                                               | 50 mg                               | 1981              |
| Triazolam       | Halcion (D, A, CH) | Hypnotikum                                                              | 8-Chlor-6-(2-chlorphenyl)-1-methyl- 4H-1,2,4-triazolo[4,3-a][1,4]benzodiazepin                                       | 1,4–4,6 h                                                                          | 0,5 mg                              | 1982              |

1. ↑  Äquivalenzdosis ist als Näherungswert zu betrachten, da sie wenig erforscht ist, und es von Person zu Person Unterschiede gibt.

Ein nicht-psychoaktives Benzodiazepin ist Netazepid, das zur Behandlung von Krebserkrankungen entwickelt wird. Das opiodartig wirksame  Tifluadom wird  nicht therapeutisch verwendet.

## Analytik
Aufgrund der toxikologischen Eigenschaften der Benzodiazepine besteht großes Interesse an der rechtssicheren qualitativen und quantitativen Bestimmung in den unterschiedlichsten Untersuchungsgütern. Als analytische Methoden werden in der Regel nach adäquater Probenvorbereitung die Kopplung zwischen der Gaschromatographie, HPLC und Massenspektrometrie eingesetzt.  Zum Nachweis natürlich vorkommender Benzodiazepine in biologischen Materialien, wie z. B. Nahrungsmitteln, Pflanzen, menschlichen Gehirngewebeproben von vor 1960 u. a., liegt eine umfangreiche Untersuchung unter Anwendung von GC/MS-Kopplung und Radiorezeptorassays vor.

## Verordnungspraxis in Deutschland und Kritik
Die Verordnung von Benzodiazepinen in Deutschland ging von 228 Millionen definierten Tagestherapiedosen (DDD) im Jahr 1995 auf 68 Millionen DDD im Jahr 2004 zurück.
Allerdings nahm die Zahl der Verordnungen auf Privatrezepten im Zeitraum von 1993 bis 2004 zu, wie die Deutsche Gesellschaft für Psychiatrie, Psychotherapie und Nervenheilkunde (DGPPN) 2008 mitteilte:

„Die Verordnung von Benzodiazepinen zulasten der Gesetzlichen Krankenkassen (GKV) ging von 11 Mio. (1993) auf 2,5 Mio. Packungen (2004) zurück, während laut Einkaufsstatistik die Abgabe durch Apotheken nur von 12,7 Mio. auf 5,6 Mio. Packungen zurückging. Z-Drugs (Zaleplon, Zopiclon, Zolpidem) nahmen in der GKV von 2,1 Mio.(1993) auf 3,8 Mio. Packungen (2004) zu, die Abgabe durch Apotheken laut Einkaufsstatistik aber wesentlich ausgeprägter von 2,2 Mio. auf 7,4 Mio. Packungen. Dies interpretieren die Autoren Hoffmann, Glaeske, Scharffetter wohl zutreffend als vermehrte Verordnung auf Privatrezept. Die Datenbasis erlaubt nicht den Versicherungsstatus (GKV/PKV) der Patienten festzustellen. Es erscheint aber plausibel anzunehmen, dass die steigende Zahl von Verordnungen von Benzodiazepinhypnotika auf Privatrezept auch GKV-Versicherten gilt. Letztendlich basieren die Empfehlungen der AkdÄ auf der Vermutung, dass die Verordnung von Benzodiazepinhypnotika auf Privatrezept bei Kassenpatienten auf einen Missbrauch dieser Substanzgruppe hinweise, der durch eine solche Verordnungsweise weniger transparent und nachvollziehbar gemacht werden solle.“

Aufgrund des hohen Suchtpotenzials (das zu Zeiten der Markteinführung der ersten Benzodiazepine fast gänzlich unbekannt war) gingen die Verschreibungen von benzodiazepinhaltigen Arzneimitteln zu Lasten der GKV in Deutschland in den letzten Jahren bis 2019 stetig zurück.

## Rechtslage
Die Rechtslage zu den einzelnen Benzodiazepinen ist vom jeweiligen Benzodiazepin und von der jeweiligen Gesetzgebung des Landes abhängig. Im Jahr 1984 wurden 33 Benzodiazepine als Schedule IV drug durch die United Nations Convention on Psychotropic Substances eingestuft. Midazolam (1990) und Brotizolam (1995) wurden später hinzugefügt. Flunitrazepam wurde 1995 in die Schedule III umgruppiert. Phenazepam (auch Fenazepam) wird außerhalb der Europäischen Union verwendet und befindet sich nicht in der UN-Konvention.

### Deutschland
Benzodiazepine sind betäubungsmittelrechtlich geregelt oder durch das Neue-psychoaktive-Stoffe-Gesetz (NpSG). Jedoch sind sie in der Verwendung als Arzneimittel vielfach bis zu bestimmten Höchstmengen von den Regelungen der Betäubungsmittel-Verschreibungs-Verordnung ausgenommen („ausgenommene Zubereitungen“) und können auf einem normalen Rezept verordnet werden. Der Gesetzgeber hat hierzu Höchstmengen pro abgeteilter Form (Tablette, Suppositorium, Ampulle, Volumeneinheit bei Tropfen) und/oder Höchstmengen pro Packung festgelegt. Diese Höchstmengen sind für jeden einzelnen Wirkstoff einzeln festgelegt (z. B. 10 mg pro abgeteilter Tabletten-Einheit für Diazepam) und ergeben sich aus der Anlage III zum BtMG. Mengen darüber hinaus erfordern ein BtM-Rezept.
Siehe auch: → Liste von Betäubungsmitteln nach dem Betäubungsmittelgesetz

### Österreich
In Österreich sind Benzodiazepine als „Psychotrope Stoffe“ durch das Suchtmittelgesetz geregelt, unterliegen jedoch grundsätzlich nicht den strengen und kontrollierten Verschreibungsvorschriften der Suchtgiftverordnung wie die Stoffe aus der Gruppe „Suchtgifte“.

### Nordamerika
In den USA sind Benzodiazepine verschreibungspflichtig und als Schedule IV drugs nach dem Federal Controlled Substances Act eingestuft. Die am häufigsten verwendeten Benzodiazepine in den USA und Kanada sind Alprazolam und Diazepam, gefolgt von Clonazepam und Lorazepam. Bei rund 1,25 Millionen Fällen, in denen Personen im Jahr 2011 in den USA aufgrund von Medikamentenmissbrauch in eine Notaufnahme kamen, waren in etwa 358.000 Fällen Benzodiazepine beteiligt, vorwiegend Alprazolam (123.750), Clonazepam (61.000), Lorazepam (43.000) und Diazepam (24.000).